# Beaumont-du-Ventoux
Beaumont-du-Ventoux är en kommun i departementet Vaucluse i regionen Provence-Alpes-Côte d'Azur i sydöstra Frankrike. Kommunen ligger i kantonen Malaucène som tillhör arrondissementet Carpentras. År 2022 hade Beaumont-du-Ventoux 307 invånare.

## Befolkningsutveckling
Antalet invånare i kommunen Beaumont-du-Ventoux
| Referens: INSEE |